# Yūsuke Murata
Yūsuke Murata (村田 雄介?, Murata Yūsuke; Prefettura di Miyagi, 4 luglio 1978) è un fumettista giapponese.
È noto principalmente per essere il disegnatore del manga One-Punch Man, disegnato e pubblicato sul web da One, in seguito pubblicato cartaceo da Shueisha su Weekly Young Jump dal 2012.
All'età di dodici anni partecipò ad un concorso per creare gli antagonisti di Mega Man, vinse due volte e i suoi disegni furono utilizzati per dei personaggi. È stato assistente di Takeshi Obata, famoso per Hikaru no go e Death Note e, prima di iniziare Eyeshield 21, ha pubblicato su Shōnen Jump tre storie autoconclusive. Il suo nome appare inoltre fra i crediti dei videogiochi Mega Man 4 come responsabile di Dustman e Mega Man 5 come responsabile di Crystal Man.

## Opere
- Partner (パートナー?, Pātonā, 1995, pubblicato su Shōnen Jump)
- Samui Hanashi (さむいはなし? 1998, pubblicato su Shōnen Jump)
- Kaitō COLT (怪盗COLT? 2002, pubblicato su Shōnen Jump)
- Eyeshield 21 (アイシールド21?, Aishīrudo nijūichi, 2002–2009, pubblicato su Shōnen Jump con storia di Riichirō Inagaki)
- JUMP SUPER STARS - Fushigi no kuni no Sena!? (JUMP SUPER STARS 不思議の国のセナ!?? 2005, pubblicato su Shōnen Jump)
- Madofuki Park (窓ふきパルク?, Madofuki Paruku, 2008, pubblicato su Jump Square)
- Hetappimanga kenkyūsho R (ヘタッピマンガ研究所R?, Madofuki Paruku, 2008, pubblicato su Shōnen Jump)
- BLUST! (2009, pubblicato su Shōnen Jump)
- One-Punch Man (2012, pubblicato su Shōnen Jump) con la storia di One
- La cena di un mangaka (マンガ家 夜食研究所?, Mangaka yashoku kenkyūjo, lett. Laboratorio di cucina notturno di un mangaka) (2016, pubblicato su Morning)